# Недужий Дойчин
Недужий Дойчин (серб. Болани Дојчин, Bolani Dojčin, болг. Болен Дойчин, Bolen Doychin, македон. Болен Дојчин, Bolen Dojčin) — герой південнослов'янської епічної поезії. Сербська версія пісні була вперше записана Вуком Караджичем, який почув її від купця з Боснії, якого він зустрів у Сремських Карловцях у 1815 році.

## Походження
Невідомо, чи є в основі образу Недужого Дойчина історична особа. Можливими кандидатами є деспоти Іоанн VII Палеолог та Андронік Палеолог, які правили Салоніками з 1402 по 1408 та з 1408 по 1423 роки відповідно. Вони захищали місто від османів, і обидва були відомі слабким здоров'ям.
Епічна поезія про Недужого Дойчина могла виникнути під впливом оповідей про чудеса святого Димитрія, покровителя Салонік. Кажуть, що він врятував місто, коли його взяли в облогу слов'яни та авари наприкінці VI століття. Святий з'явився на стінах міста у вигляді воїна, озброєного списом. Щоб Дойчин зміг піднятися з ліжка, сестра міцно обмотала його ноги й тулуб бинтом, бо його кістки роз'єдналися. Це нагадує кістки святого, покладені в раку. Недужий Дойчин також інтерпретується як «утілення прагнення пригнобленого і приниженого народу до помсти».